# Оскар Алін
Оскар Йозеф Алін (швед. Oskar Alin; 22 грудня 1846 — 31 грудня 1900) — шведський історик, політик, педагог, професор риторики і політології і ректор Уппсальского університету (1899—1900).

## Біографія
По матері був нащадком Крістофера Польхема. Коли йому було 3 роки, помер батько.
З 1865 року навчався в Уппсальському університеті. У 1871 році отримав ступінь бакалавра. Працював асистентом у вчених-істориків Хенріка Рейтердаля і Вільгельма Сведеліуса.
У травні 1872 року Оскар Алін захистив докторську дисертацію. Став доцентом політології, а в 1882 році — професором риторики і політології Уппсальского університету.
У 1876—1882 роках Алін, крім своєї роботи в університеті, очолював Уппсальску вищу початкову школу для дівчаток. Серед його учениць була Вікторія Баденська, дружина короля Швеції Густава V (майбутній королеві Швеції в 1907—1930 роках, матері короля Швеції Густава VI Адольфа, якій він викладав історію і культуру Швеції. Крім того, був викладачем у Оскара Бернадота і Карла Шведського).
Член консервативно-протекціоністської партії. З 1888 року — член нижньої палати парламенту Швеції. У 1899 році залишив Риксдаг, за рік до смерті був обраний ректором університету Уппсали (1899—1900).
Член Шведської королівської академії словесності, Королівського товариства по публікації рукописів про історію Скандинавії, Королівського товариства наук Уппсали, Королівського товариства гуманітарних наук Уппсали.
Похований на Старому кладовищі Уппсали.

## Наукова діяльність
Автор низки робіт по середньовічній і сучасної йому історії Швеції.

## Публікації
- Bidrag till svenska rådets historia under medeltiden (Уппсала, 1872);
- Sveriges historia, 1511—1611 (Стокгольм, 1878);
- Bidrag till svenska statskickets historia (Стокгольм, 1884—1887);
- Den svensk-norsk unionen (Стокгольм, 1889—1891);
- Fjerde artiklen af fredstraktaten i Kiel (Стокгольм, 1899);
- Carl Johan och Sveriges yttre politik, 1810—1815 (Стокгольм, 1899);
- Carl XIV Johan och rikets ständer, 1840—1841 (Стокгольм, 1893).

Також редагував видання Svenska riksdagsakter, 1521—1554 (Стокгольм, 1887) і Sveriges grundlagar (Стокгольм, 1892).

## Відзнаки
- Орден Полярної зірки
- Почесний доктор Уппсальського університету